# Hochwolkersdorf
Hochwolkersdorf – gmina w Austrii, w kraju związkowym Dolna Austria, w powiecie Wiener Neustadt-Land. Według Austriackiego Urzędu Statystycznego liczyła 1 012 mieszkańców (1 stycznia 2014).